# سرزمین امید و افتخار
سرزمین امید و افتخار (انگلیسی: Land of Hope and Glory) یک آهنگ میهن پرستانه ی انگلیسی است ، با موسیقی ادوارد الگار و ترانه ای از  آرتور بنسون ، که برای مراسم تاج گذاری ادوارد هفتم ساخته شد اما به جهت بیماری شاه مراسم تاج گذاری برگزار نشد و در نهایت اولین بار توسط کلارا بات در سال ۱۹۰۲ اجرا گردید.

## متن سرود
این سرود دارای ۳ بند است. اما امروزه فقط بند دوم آن را می‌خوانند. متن اصلی بند دوم به فارسی: